# Andski Indijanci
Andean.- Ime za veliku jezičnu porodicu američkih Indijanaca koja obuhvaća gotovo sve jezike domorodaca u područjima Anda i bližeg zaleđa, što su se govorili ili se još govore od Ekvadora do juga Juže Amerike. Prema klasifikaciji McQuowna (1955) i Greenberga (1956) Andean 'Stock' se sastoji od porodica 'families':
- Araucanian-Chon u Argentini i Čileu i dalje se grana na 'subfamiles': Araucanian, Tehuelche ili Chon, Alacalufan i neklasificirane Puelche i Yahgan.
- Zaparoan iz Ekvadora i Perua, koja se sastoji od: Coronadoan, Omurano ili Mainan, Andoan, Sabelan i Zaparo.
- Cahuapanan iz Peru: dijeli se na Cahuapanan i Cheberoan.
- Quechumaran ili Quechu-Maran, koja dobiva ime po plemenima Quechua i Aymara, čija je domovina Peru i Bolivija, ali su rasprostranjeni sve od južne Kolumbije do Čilea i Argentine na jug.
- Malene neklasificirane skupine: Catacaoan, Colán, Leco, Sec i Xibito-Cholon. Ovdje treba pridodati i Indijance Aconipa, i vjerojatno neke druge nestale grupe.

Velika porodica Andean vodi se kao dio još šire porodice ('Phylum') Andean Equatorial.
Greenberg 1987. dijeli je na:
A) sjeverna andska:
Culli
Sec
Leco
Catacao
Cholona
B) Urarina-Waorani
C) Cahuapanan-Zaparoan
D) Quechuan
E) Aymaran
F) Sjeverni:
Puelche
Araucanian (Mapudungu)
Qawasqar-Yamana
Patagonian